# PT002
PT002（ぴーてぃー ぜろぜろに）は、韓・パンテック（パンテックワイヤレスジャパン）が日本国内向けに開発した、auブランドを展開するKDDI／沖縄セルラー電話のCDMA 1X WIN（現・au 3G）対応携帯電話である。

## 概要
- 既存の京セラ製の同キャリア向け2010年夏秋モデルのK006（KY006）同様、800MHz帯周波数の再編に伴い、既存のcdmaOne端末（Cシリーズ全般）およびCDMA 1X端末（Aシリーズ全般）の代替ユーザーを想定して開発されたシンプルでなお且つベーシックな折りたたみ式の音声端末で主に通話とメールだけの機能に集約している。
- ベーシック系の端末故におサイフケータイ、ワンセグ、LISMO! BOOKを除くLISMO! 等の各機能は搭載されていない。
- また、本機は同社製の通話専用端末のPT001同様、聞き取りにくい高い声を聞きやすくする高帯域補正機能が搭載されている。
- 後継機種のPT003では基本プラットフォームがこれまでのKCPに代わり、新たにBrew MPが搭載されたため、同社製のフィーチャーフォンとしては最後のKCP搭載機種となった。

## 沿革
- 2010年（平成22年）10月18日 - KDDI、およびパンテックワイヤレスジャパンより公式発表。
- 2011年（平成23年）2月23日 - 東北、関東、中部、北陸、関西、四国地区にて発売。
- 2011年2月25日 - 上記以外の残りの地区にて発売。
- 2011年6月以降 - 東北、関西地区を除きぷりペイド用端末として提供開始。
- 2012年（平成24年）3月下旬 - 北海道、東北、九州地区を除き販売終了。
- 2012年7月22日 - L800MHz帯（旧800MHz帯・CDMA Band-Class 3）によるサービスの停波によりそれ以降はN800MHz（新800MHz帯・CDMA Band-Class 0）帯および2GHz（CDMA Band-Class 6）帯の各サービスで利用する事となる。
- 2012年9月 - プリペイド用端末を含め、全て販売終了。

## 対応サービス
| 主な対応サービス                                     | 主な対応サービス                                                                   | 主な対応サービス                        | 主な対応サービス         |
| ---------------------------------------------------- | ---------------------------------------------------------------------------------- | --------------------------------------- | ------------------------ |
| LISMO Book                                           | 着うた （ハイクオリティステレオ(HE-AAC)対応） 待ちうた 着うたフル 着うたフルプラス | LISMOビデオクリップ                     | LISMO Video              |
| EZニュースフラッシュ EZニュースEX （Web版のみ対応）  | EZチャンネル EZチャンネルプラス                                                    | Touch Message                           | EZFeliCa                 |
| PCサイトビューア                                     | EZアプリ FullGame!                                                                 | EZアプリ(B)                             | オープンアプリプレイヤー |
| ケータイ de PCメール                                 | デコレーションメール                                                               | デコレーションアニメ                    | au one メール            |
| EZナビウォーク                                       | EZ助手席ナビ                                                                       | 安心ナビ                                | 災害時ナビ               |
| 緊急地震速報                                         | ワンセグ                                                                           | グローバルパスポート (レンタルサービス) | au BOX                   |
| au Smart Sports (Run & Walk) ※別途ダウンロードが必要 | 赤外線通信 (IrDA) auフェムトセル                                                   | じぶん銀行用アプリ 「じぶん通帳」       | 通話モード               |

など

## 注
1. ↑  2012年7月23日より利用不可